# Dzjaržynsk
Dzjaržynsk (in bielorusso Дзяржынск?) o Dzeržinsk (in russo Дзержинск?) è un comune della Bielorussia, situato nella regione di Minsk.